# Pygmalion (toneelstuk)

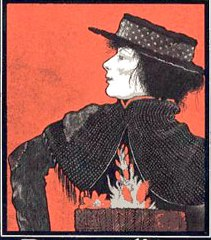
Poster Pygmalion, 1914

Pygmalion is een toneelstuk in vijf akten van de Iers-Britse schrijver George Bernard Shaw. Shaw schreef het stuk in 1913 en het ging op 16 oktober van dat jaar in een door Shaw verzorgde Duitse versie in première in het Hofburg Theater in Wenen. De eerste opvoering in Engeland vond plaats op 11 april 1914 in His Majesty’s Theatre, met Mrs. Patrick Campbell in de hoofdrol. De eerste opvoering in Nederland vond plaats op 26 januari 1915 in het Verkadetheater in Den Haag.
Het stuk kende veel succes, wat leidde tot verschillende filmversies, een Duitse Pygmalion uit 1935, een Nederlandse Pygmalion uit 1937 en de door Shaw goedgekeurde Britse Pygmalion uit 1938. Deze versies hebben een iets andere afloop dan het oorspronkelijke verhaal: in de films komt het ten slotte tot een verstandhouding tussen de hoofdpersonen, professor Higgins en Eliza Doolittle, terwijl dat in het oorspronkelijke stuk niet gebeurt.
Van het toneelstuk werden voor de Nederlandse televisie bewerkingen gemaakt in 1962 door de NCRV (met Kitty Janssen en Han Bentz van den Berg) en 1976 door de KRO (met Willeke Alberti en Coen Flink).
Op basis van het filmverhaal ontstond de musical My Fair Lady, die in 1956 op Broadway in première ging. In 1960 volgde de Nederlandse première. In 1964 verscheen de zeer succesvolle filmversie met Rex Harrison en Audrey Hepburn in de hoofdrollen.
De titel van het stuk verwijst naar de mythische Griekse figuur Pygmalion.

## Verhaal
Het verhaal draait om professor Henry Higgins, een deskundige op het gebied van fonetiek (gebaseerd op de befaamde foneticus Daniel Jones) en het eenvoudige Cockney sprekende bloemenverkoopstertje Eliza Doolittle. Higgins gaat een weddenschap aan met zijn vriend kolonel Pickering dat hij erin zal slagen om Eliza in korte tijd niet alleen perfect Engels te leren maar haar ook de gangbare etiquette in de hogere kringen eigen te maken. Hij slaagt uiteindelijk in zijn opzet, maar tijdens het proces is Eliza zodanig geëmancipeerd geraakt, dat zij aangeeft niet langer afhankelijk te zijn van Higgins en haar eigen weg te kunnen gaan.